# Simon Kimbangu
Simon Kimbangu (Nkamba, 24 settembre 1889 – Elisabethville, 12 ottobre 1951) è stato un religioso della Repubblica Democratica del Congo, fondatore e profeta della Chiesa Kimbanguista.

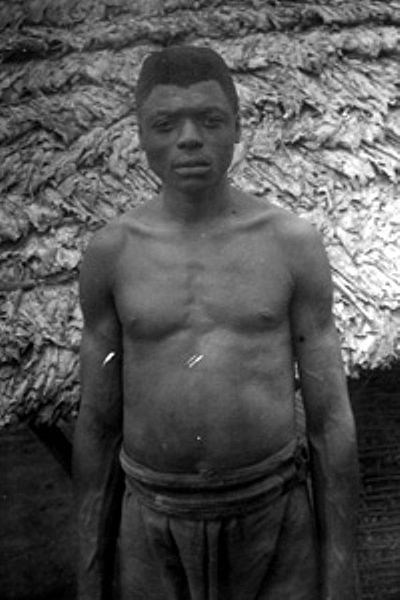
Simon Kimbangu

Suo padre, Kuyela, era un Nganga Nkisi, cioè un guaritore. Durante la gravidanza di sua madre, Lwezi, sembra che il reverendo G.R.R. Cameron, un missionario protestante, le abbia detto: "Donna, questo bimbo che aspetti è destinato a fare grandi cose." Simon perse sua madre quando non aveva ancora imparato a camminare. Fu cresciuto da Kinzembo, la sorella di sua madre. Questa, poi, lo affidò ai missionari protestanti della Chiesa Battista.
Simon Kimbangu fece quattro anni di catechismo per imparare a leggere e scrivere i testi biblici che il pastore Bentley aveva tradotto in lingua Kikongo. Fu battezzato nel fiume il 4 luglio 1915. Si sposò con Marie Mwilu da cui ebbe tre figli: Daniel Charles Kisolokela, Salomón Dialungana Kiangani e José Diangienda Kuntima.
Si narra che, prima di iniziare il suo Ministero nel 1921, abbia avuto una prima visione notturna (nel 1918). Avrebbe sentito una voce che gli diceva: "Sono  Cristo, ti ho scelto per essere il mio testimone tra i tuoi fratelli e convertirli." Sarebbe fuggito a Kinshasa per sfuggire da questa ardua missione, ma l'8 marzo 1921 avrebbe visto in sogno uno straniero che gli ordinava di leggere la Bibbia, di predicare la parola di Dio e di guarire gli ammalati con l'imposizione delle mani. Tornò a Nkamba lo stesso 1921.
Da allora cominciò ad insegnare la religione cristiana, combattendo il feticismo e la stregoneria. Seguendo i suoi insegnamenti innumerevoli feticci furono gettati via all'ingresso dei villaggi e sulle strade.
Secondo i suoi fedeli, il suo primo miracolo fu la guarigione di una donna di Kintondo, il 13 marzo 1921. Avrebbe in seguito richiamato in vita alcuni defunti.
Alla fine dell'aprile 1921 l'amministratore belga, Léon Morel, venne a conoscenza degli avvenimenti inusuali e dell'attrazione suscitata dal nuovo profeta. Di fronte a questi fatti che turbavano l'ordine prestabilito, Léon Morel trovò un espediente per indagare su Kimbangu.
Il 6 giugno 1921, Léon Morel si recò a Nkamba con una scorta per arrestare il profeta. Ci furono tre feriti e un bimbo morto, ma Simon Kimbangu riuscì a fuggire. Fu arrestato il 12 settembre, condannato a morte il 3 ottobre e la pena fu convertita in ergastolo il 22 novembre dal re Alberto I. Dopo aver ricevuto 120 frustate fu trasferito nella prigione di Lubumbashi, a più di mille chilometri da Kinshasa. Rimarrà in prigione fino alla sua morte, il 12 ottobre 1951.
Prendendo commiato dai suoi seguaci, egli disse loro: «Io vi lascio una cosa sola: il vangelo». E nella sua prigione egli fece questo commento: «Io non sono che il servo di Cristo, niente di più».